# Makedonska nogometna zona 1960./61.
Makedonska nogometna zona, također navedeno i kao Makedonska zonska liga, Makedonska republička liga,  je bila liga trećeg stupnja nogometnog prvenstva Jugoslavije u sezoni 1960./61. 
 Sudjelovalo je 12 klubova, a prvak je bio "Pelister" iz Bitolja.  

## Ljestvica
| mj. | klub                   | ut. | pob. | ner. | por. | gol+ | gol- | bod |
| --- | ---------------------- | --- | ---- | ---- | ---- | ---- | ---- | --- |
| 1.  | Pelister Bitolj        | 22  | 11   | 7    | 4    | 50   | 21   | 29  |
| 2.  | Metalec Skoplje        | 22  | 13   | 3    | 6    | 53   | 39   | 29  |
| 3.  | Rabotnički Skoplje     | 22  | 11   | 6    | 5    | 46   | 29   | 28  |
| 4.  | Karaorman Struga       | 22  | 10   | 5    | 7    | 49   | 40   | 25  |
| 5.  | Tikveš Kavadarci       | 22  | 10   | 4    | 8    | 42   | 42   | 24  |
| 6.  | Bregalnica Štip        | 22  | 10   | 3    | 9    | 39   | 43   | 29  |
| 7.  | 11 Oktomvri Skoplje    | 22  | 8    | 6    | 8    | 34   | 34   | 22  |
| 8.  | Belasica Strumica      | 22  | 8    | 4    | 10   | 40   | 40   | 20  |
| 9.  | KSK Kumanovo           | 22  | 6    | 7    | 9    | 48   | 43   | 19  |
| 10. | Rabotnik Bitolj        | 22  | 6    | 6    | 10   | 54   | 42   | 18  |
| 11. | Rabotnički Titov Veles | 22  | 8    | 1    | 13   | 24   | 46   | 17  |
| 12. | Sloga Skoplje          | 22  | 3    | 4    | 15   | 19   | 53   | 10  |

- Titov Veles – tadašnji naziv za Veles

## Rezultatska križaljka
| kratica | klub                   | 11OK | BEL | BRE | KAR | KSK | MET | PEL | RBČS | RBČTV | RBK | SLO | TIK |
| --- | ---------------------- | ---- | --- | --- | --- | --- | --- | --- | ---- | ----- | --- | --- | --- |
| 11OK | 11 Oktomvri Skoplje    |      |     |     |     |     |     |     |      |       |     |     |     |
| BEL | Belasica Strumica      |      |     |     |     |     |     |     |      |       |     |     |     |
| BRE | Bregalnica Štip        |      |     |     |     |     |     |     |      |       |     |     |     |
| KAR | Karaorman Struga       |      |     |     |     |     |     |     |      |       |     |     |     |
| KSK | KSK Kumanovo           |      |     |     |     |     |     |     |      |       |     |     |     |
| MET | Metale Skoplje         |      |     |     |     |     |     |     |      |       |     |     |     |
| PEL | Pelister Bitolj        |      |     |     |     |     |     |     |      |       |     |     |     |
| RBČS | Rabotnički Skoplje     |      |     |     |     |     |     |     |      |       |     |     |     |
| RBČTV | Rabotnički Titov Veles |      |     |     |     |     |     |     |      |       |     |     |     |
| RBK | Rabotnik Bitolj        |      |     |     |     |     |     |     |      |       |     |     |     |
| SLO | Sloga Skoplje          |      |     |     |     |     |     |     |      |       |     |     |     |
| TIK | Tikveš Kavadarci       |      |     |     |     |     |     |     |      |       |     |     |     |
| |                        |      |     |     |     |     |     |     |      |       |     |     |     |
| podebljan rezultat - utakmice od 1. do 11. kola (1. utakmica između klubova) rezultat normalne debljine - utakmice od 12. do 22. kola (2. utakmica između klubova) rezultat nakošen - nije vidljiv redoslijed odigravanja međusobnih utakmica iz dostupnih izvora rezultat nakošen i smanjen * - iz dostupnih izvora nije uočljiv domaćin susreta prekrižen rezultat - poništena ili brisana utakmica p - utakmica prekinuta 3:0 p.f. / 0:3 p.f. - rezultat 3:0 bez borbe n.i. - nije igrano |                        |      |     |     |     |     |     |     |      |       |     |     |     |

 Izvori: 